# Il pagliaccio (Cesare Cremonini)
Il pagliaccio è un brano pop rock scritto e interpretato da Cesare Cremonini. Il brano è il quarto singolo estratto dall'album Il primo bacio sulla luna. È entrato in rotazione radiofonica a partire dal 15 maggio 2009.

## Descrizione
La canzone è un racconto autobiografico che si avvale dell'utilizzo degli archi della Telefilmonic Orchestra di Londra, registrati durante le sessioni di Maggese. La canzone, scritta da Cremonini quando aveva 16 anni, ha una storia discografica inconsueta: nel 1999, durante le registrazioni di ...Squérez? con i Lùnapop, per scherzo fu interpretata da Valentina Chelli, che all'epoca aveva quattro anni, e pochi minuti del ritornello furono inseriti come ghost track alla fine del disco. La particolare interpretazione della bambina procurò al cantautore alcune accuse di satanismo.
Solo nel 2008 il brano fu inserito nella tracklist dell'album Il primo bacio sulla luna.